# Karl August Raabe
Karl August Raabe (magyarosan: Raabe Károly Ágost, Pozsony, 1804. október 3. – Gmunden, 1878. július 20.) evangélikus lelkész. Doleschall Sándor Ede apósa.

## Életpályája
Tanulmányait Pozsonyban végezte, miközben egy évet töltött Győrben, hogy magyar nyelvet tanuljon. A teológiát 1823-tól Sopronban, 1825-től Bécsben, majd 1828. október 10-től a jénai egyetemen hallgatta. Miután hazatért, 1829-ben Győrben lett káplán, 1830-ban modori, 1833-ban szalonaki, 1841-ben bazini német pap lett, majd 1843-ban Pozsonyba került lelkésznek. 1861 és 1865 között a pozsonyvárosi egyházmegye esperese volt. Gmundenben hunyt el, ahol gyógyulást keresett.

## Munkái
- Elegie am Grabe des Samuel Tschurl. An dessen Begräbnisstage den 9. July 1824. Oedenburg, 1824
- Gedächtniss-Predigt für Sr. Majestät Franz I. Kaiser von Östreich in der evang. Kirche zu Schlaning. Steinamanger, 1835
- Predigt gehalten vor der evang. Gemeinde in Pressburg bei der feierlichen Uebernahme des Predigeramtes den 9. Juli 1843. Pressburg, 1843
- Predigt am festlichen Gedächtnisstage des 250 jährigen Bestehens der evang. Gemeinde in Pressburg. Gehalten am ersten Advent-Sonntage 1856. Uo. 1856
- Predigt am Reformationsfeste den 26. Okt. 1862. Uo. 1862